# Oscar Riesebeek
Oscar Riesebeek (Ede, 23 dicembre 1992) è un ciclista su strada olandese che corre per il team Alpecin-Deceuninck.

## Palmarès

### Strada
- 2009 (Juniores)

Classifica generale Grand Prix Rüebliland
- 2010 (Juniores)

1ª tappa Münsterland Giro Juniores (Oelde > Oelde)
- 2016 (Metec-TKH, una vittoria)

Omloop der Kempen
- 2020 (Alpecin-Fenix, due vittorie)

4ª tappa Tour Bitwa Warszawska (Płock > Płońsk)
Classifica generale Tour Bitwa Warszawska
- 2022 (Alpecin-Fenix, una vittoria)

Dwars door het Hageland

#### Altri successi
- 2010 (Juniores)

2ª tappa, 1ª semitappa Liège-La Gleize (Thimister, cronosquadre)
- 2013 (Metec-TKH)

Zwevezele Koerse
- 2014 (Metec-TKH)

1ª tappa Okolo Slovenska (Stropkov, cronosquadre)
Ronde van Nieuwendijk
- 2015 (Metec-TKH)

Classifica scalatori Giro della Repubblica Ceca
Wielerronde van Abbenbroek

## Piazzamenti

### Grandi Giri
- Giro d'Italia

2021: 104º
2022: 113º
2023: non partito (10ª tappa)
- Vuelta a España

2024: 130º

### Classiche monumento
- Milano-Sanremo

2020: 142º
2025: 167º
- Giro delle Fiandre

2021: ritirato
2024: ritirato
- Parigi-Roubaix

2024: fuori tempo massimo
2025: ritirato
- Liegi-Bastogne-Liegi

2017: 141º
2024: ritirato

### Competizioni mondiali
- Campionati del mondo

Offida 2010 - Cronometro Junior: 15º
Offida 2010 - In linea Junior: 37º
Fiandre 2021 - In linea Elite: ritirato
Glasgow 2023 - In linea Elite: ritirato
Zurigo 2024 - In linea Elite: ritirato

### Competizioni europee
- Campionati europei

Glasgow 2018 - In linea Elite: 37º
Plouay 2020 - In linea Elite: 26º
Limburgo 2024 - In linea Elite: 51º